# Ортогенез
Ортогене́з (от греч. ὀρθός — «прямой» и греч. γένεσις génesis — «возникновение») — концепция в эволюционном учении, утверждающая, что развитие живой природы обусловлено внутренними причинами, направляющими ход эволюции по определённому маршруту, строго определяя его направление. По этой концепции, направленность эволюции определяется тем, что сама изменчивость изначально имеет определённую направленность. Направленность эволюции не зависит от естественного отбора. Все изменения живых форм происходят по немногим, строго предопределённым природой организма направлениям и передаются по наследству.

## История концепции
В наиболее развёрнутом виде эту концепцию излагал Теодор Эймер в 1888—1897 годах. Впоследствии сторонники ортогенеза в качестве факторов, предопределяющих ход эволюции, предлагали особенности последовательностей ДНК или каких-либо клеточных структур.
Многие выдающиеся палеонтологи предлагали собственные концепции ортогенеза. В России известными сторонниками ортогенеза (в разных вариантах) были зоолог и географ Берг Л. С. (автор концепции номогенеза), энтомолог А. А. Любищев, палеоботаник Мейен С. В. Ортогенетические концепции этих авторов довольно сильно разнятся.
В определённом[уточнить] смысле закон гомологических рядов Н. И. Вавилова тоже может считаться ортогенетическим.